# 전인석
전인석(全寅碩, 1962년 1월 30일 ~ )은 대한민국 KBS의 전직 아나운서이다.

## 이력
강원도 강릉시에서 태어나 강원대학교 무역학과를 나왔으며, 해군 하사로 전역 후 1987년 KBS에 입사하였다.

### 경력
- 1987년 ~ 2022년 3월 : KBS 제14기 공채 아나운서(부산방송총국 지역근무)
- 1994년 ~ 1995년 : KBS대구방송총국 지역순환근무
- 2018년 : KBS 아나운서실 팀장
- 2019년 ~ 2022년 3월 : KBS제주방송총국 아나운서실 부장

## 학력
- 강원대학교 무역학과 학사
- 동국대학교 언론정보대학원 언론학 석사
- 상명대학교 문화예술대학원 예술학 석사

## 진행

### 텔레비전
- 1994년 : KBS 1TV 《KBS 뉴스네트워크》 (첫 번째) (1994.5.2 ~ 2001.4.27)
- 1994년 : KBS 1TV 《언제나 젊음》 (1994 ~ '1995년 3월' )
- 1994년 : KBS 2TV 《기분좋은 일요일 아침》 (1994)
- 1994년 : KBS 1TV 《주부도 경쟁력이다》 (1994 ~ 1996)
- 1997년 : KBS 1TV 《자녀교육 어떻게 할까요》 (1997)
- 1997년 : KBS 2TV 《무엇이든 물어보세요》 (첫 번째) (1997.5.19~ 1997.10.17)
- 1997년 : KBS 2TV 《추적 60분》 (1997.5.24 ~ '2002년 3월 31일')
- 1998년 : KBS 2TV 《추리특급》 (1998)
- 1998년 : KBS 1TV 《수도권 패트롤》 (1998)
- 2000년 : KBS 1TV 《KBS 뉴스속보》 (태풍 프라피룬) (2000.08.31)
- 2001년 : KBS 1TV 《북한리포트 서울에서 평양까지》 (2001 ~ '2002년 12월')
- 2001년 : KBS 1TV 《출발 2002월드컵》 (2001 ~ '2002년 3월')
- 2002년 : KBS 2TV 《여기는 TV 정보센터》 ('2002년 4월 1일' ~ '2002.10.25')
- 2002년 : KBS 1TV 《KBS 뉴스네트워크》 (두 번째) ('2002년 10월 28일' ~ '2003.6.13')
- 2003년 : KBS 1TV 《무엇이든 물어보세요》 (두 번째) ('2003.6.23' ~ 2005.8.11)
- 2003년 : KBS 1TV 《가요무대》('2003.6.23' ~ 2010.5.3)
- 2004년 : KBS 2TV 《인간극장》출연 (2004.3.1 ~ 3.5)《마이크의 전사들》
- 2005년 : KBS 1TV 《6시 내고향》(2005.8.16 ~ 2007.3.30)
- 2008년 : KBS 1TV 《TV는 사랑을 싣고》 (2008.11.21 ~ 2009.4.17)
- 2019년 : KBS 제주 1TV 《KBS 뉴스》 (2019.11.4 ~ 2021.12.31)
- KBS 1TV 민속씨름 중계 전담 캐스터 (2016년~2019년)

### 라디오
- KBS 제1라디오 《KBS 제1라디오 오후 5시 뉴스》
- KBS 제2라디오 《KBS 제2라디오 정시 뉴스》
- KBS 제3라디오 《전인석의 희망나무》
- KBS 한민족방송 《세월따라 노래따라》 진행 2017년 1월 2일 ~ 2019년 6월 30일
- KBS 제1라디오 《지구촌 오늘》 (96-97)
- KBS 제1라디오 《8시의 지구촌》 (97-98)
- KBS제주 제1라디오 《KBS 제1라디오 정오종합뉴스》
- KBS제주 제1라디오 《제주포커스》진행

### 특집 방송
- 이웃돕기 성금 모금 방송 (96,97,98)
- 경제를 살립시다 (98)
- 수출 박람회 (98, 99)
- 취업 박람회 (98,99)

## 수상
- 2003년 : 한국방송대상 - 올해의 아나운서 수상
- 2004년 : 한국아나운서협회 - 올해의 아나운서 수상[1]
- 2007년 : 한국문화예술대상 - TV 진행자 부문 대상
- 2010년 : 기독문화대상 - TV 진행자 부문 대상